# Batman: The Animated Series (игра)
Batman: The Animated Series — компьютерная игра, созданная по мотивам мультсериала «Бэтмен». Разработана фирмой Konami и выпущена компанией Sega. Планировалась к выпуску на других платформах, но в итоге версия для SNES вышла под названием The Adventures of Batman and Robin из-за смены названия оригинального сериала между сезонами.

## Геймплей
Игра представляет собой игру за «Бэтмена» в стиле Contra. Игрок может играть либо за Бэтмена, либо за Робина. На протяжении нескольких уровней, состоящих из нескольких этапов, оба героя, используя своё оружие, должны добраться до босса.